# Grande Orda
La Grande Orda fu uno Stato superstite che, prima della disgregazione dell'Orda d'Oro avvenuta all'inizio del XV secolo, ne costituiva il principato centrale. I maggiori principati, ovvero quelli di Kazan' e di Crimea riuscirono a ottenere l'indipendenza. Moscovia, Astrachan', Orda Nogai e Siberia li seguirono. Il territorio restante, attorno alla capitale Saraj, sostenne di essere l'Orda d'Oro, ma non poteva equivalere né la potenza politica, né quella militare di quest'ultimo. Nel 1502, la Grande Orda cessò di esistere per via delle operazioni compiute da Mengli Ghiray del Khanato di Crimea.